# Michael Torke
Michael Torke (Milwaukee, 22 september 1961) is een hedendaags Amerikaans componist.

## Levensloop
Torke kreeg al op vijfjarige leeftijd pianoles. Zijn eerste compositie schreef hij voor een jeugdorkest, waarin hij zelf fagot speelde. Tijdens een deelname aan het Interlochen Arts Festival kwam hij voor het eerst met muziek van Béla Bartók en Igor Stravinsky in contact. Zijn studies begon hij aan de Eastman School of Music waar hij onder andere compositie bij Christopher Rouse en Joseph Schwantner studeerde. Hij won als student al een aantal prijzen en kreeg aan het begin van de jaren 1980 een studiebeurs voor Tanglewood, waar Gunther Schuller de première van zijn Ceremony of Innocence dirigeerde. Later studeerde hij aan de Yale School of Music in New Haven bij Jacob Druckman en Martin Bresnick.
In 1985 vertrok hij naar New York. Zijn Ecstatic Orange ging daar in première met het Brooklyn Philharmonic Orchestra onder leiding van Lukas Foss. Op 11 oktober 1985 ging zijn werk Vanada in Nederland met het Asko Ensemble in de kleine zaal van het Concertgebouw in Amsterdam onder leiding van Lukas Vis in première. In hetzelfde jaar beleefde zijn Bright Blue Music en met veel kritiek begeleide première in de Carnegie Hall in New York.
Omdat hij een prix de Rome gewonnen had, woonde hij in 1986 in Rome, Italië. In 1987 werden zijn Yellow Pages in de UNESCOs International Rostrum of Composers aanbevolen en in meer dan 30 landen in de radio uitgezonden.
Tot nu toe schreef hij werken voor vele genres. Torke werd met vele prijzen onderscheiden en kreeg van bekende orkesten en ensembles compositieopdrachten.

## Composities

### Werken voor orkest
- 1984 Vanada, voor koperblazers, keyboards en slagwerk
- 1985 Ecstatic Orange
- 1985 Bright Blue Music
- 1986 Green
- 1987 Purple
- 1988 Ash
- 1988 Charcoal
- 1988 Copper, voor koperkwintet en orkest
- 1989 Slate, voor concertante groep (3 keyboards, xylofoon en marimba) en orkest
- 1990 Bronze, voor piano en orkest
- 1992 Run
- 1993 Saxophone Concerto, voor sopraansaxofoon en orkest
- 1993 Concert, voor piano en orkest
- 1994 Javelin
- 1995 December, voor strijkorkest
- 1996 Book of Proverbs, voor sopraan, bariton, gemengd koor en orkest
- 1997 1e symfonie «Brick Symphony»
- 1998 Jasper
- 1998 Lucent Variations
- 1999 Four Seasons
- 2000 Corner in Manhattan
- 2001 Rapture, concert voor slagwerk en orkest
- 2002 Giocoso
- 2002 Suite uit het ballet "The Contract"
- 2002 An American Abroad, symfonisch gedicht
- 2004 Suite uit het ballet "An Italian Straw Hat"
- 2005 Pentecost, voor sopraan solo, orgel en orkest
- 2006 Heartland
- 2006 The Christmas Story, voor kinderkoor en orkest

### Werken voor harmonieorkest
- 2000 Grand Central Station
- 2001 Rapture, concert voor slagwerk en harmonieorkest
- 2003 Bliss, variaties op een niet verandert ritme
- 2004 Four Wheel Drive
- 2006 The Kiss

### Missen en gewijde muziek
- 1990 Mass, voor bariton solo, gemengd koor en kamerorkest

### Muziektheater

#### Opera's
| Voltooid in | titel             | aktes  | première                                                                                                | libretto               |
| ----------- | ----------------- | ------ | --- | ---------------------- |
| 1986        | The Directions    | 1 akte | 22 augustus 1986, Iraklion, Kreta, Alea III                                                             | kameropera             |
| 1993        | King of Hearts    |        | 26 februari 1995, Channel Four broadcast, Verenigd Koninkrijk; toneel: 27 juli 1996, Aspen Opera Center | Christopher Rawlence   |
| 1999        | Strawberry Fields | 1 akte | 24 juli 1999, Glimmerglass Opera, Cooperstown, New York                                                 | Albert Ramsdell Gurney |

#### Balletmuziek
| Voltooid in | titel                | aktes        | libretto                                                                   | choreografie  |
| ----------- | -------------------- | ------------ | -------------------------------------------------------------------------- | ------------- |
| 1985        | Ecstatic Orange      | 1 akte       |                                                                            |               |
| 1988        | Black & White        | 7 bewegingen |                                                                            | Peter Martins |
| 1989        | Slate                | 1 acte       |                                                                            | Peter Martins |
| 2002        | The Contract         | 1 akte       | Robert Sirman                                                              | James Kudelka |
| 2004        | An Italian Straw Hat | 2 akten      | Timothy Luginbuhl, gebaseerd op een stuk van Eugene Labiche en Marc Michel |               |

#### Toneelmuziek
- 2002 The Paradise Project – tekst: Mark Campbell – première: 14 september 2002, The Kitchen, New York, John Kelly & Company
- 2003 The Winter's Tale – tekst: William Shakespeare – première: 30 januari 2003, Classic Stage Company

#### Musical
- 2005 The Listener – libretto: Craig Lucas – première: 12 januari 2006, Juilliard Theater, New York

### Vocale muziek
- 1993 Four Proverbs, voor vrouwenstem en ensemble
- 2001 Song of Ezekiel, voor vrouwen- of kinderkoor
- 2001 Five Songs of Solomon, voor sopraan en piano – tekst: Hooglied 3:1-5 uit de Bijbel
  1. On My Bed
  2. I Will Rise
  3. The Watchmen Came
  4. I Had Hardly Left Them
  5. I Adjure You
- 2002 Song of Isaiah, voor sopraan en ensemble – tekst: Boek van Jesaja, 35: 5-7, 40: 6-8, 40: 31, 55: 10, 55: 12-13

### Kamermuziek
- 1983 Ceremony of Innocence, voor fluit, klarinet, viool, cello en piano
- 1984 Vanada, voor koperblazers, keyboards en slagwerk
- 1985 The Yellow Pages, voor fluit/piccolo, klarinet, viool, cello en piano
- 1985 The Harlequins Are Looking At You, voor piano trio
- 1987 Adjustable Wrench, voor ensemble
- 1989 Rust, voor piano en blazers
- 1992 Monday and Tuesday, voor kamerensemble
- 1992 Music on the Floor, voor kamerensemble
- 1993 Chrome, voor fluit en piano
- 1995 Flint, voor twee piano's, saxofoonkwartet, cello en contrabas
- 1995 July, voor saxofoonkwartet
- 1995 Telephone Book, voor fluit, klarinet, viool, cello en piano
- 1996 Sprite, voor fluit en piano
- 1997 Overnight Mail, voor ensemble
  1. Priority
  2. Standard
  3. Saturday Delivery
- 2003 August, voor koperkwintet
- 2005 After the Forest Fire, voor marimba, fluit en cello
- 2005 Two Girls on the Beach..., voor blazerskwintet

### Werken voor piano
- 1982 Laetus
- 2000 Two Drinks
- 2006 Blue Pacific; oorspronkelijk Bays of Huatulco.

Blue Pacific is een compositie voor piano in opdracht geschreven voor een pianocompetitie in New York. Het lijkt op een compositie geschreven voor een barpianist, maar doet in die hoedanigheid een hele ris toonsoorten aan en zit in het midden vol met arpeggios. Het is single (7:26) verschenen op het platenlabel van de componist zelf: Ecstatic Records; uitvoering Hana Chu. De titel verwijst naar een baai in Mexico, met altijd mooi weer en een zacht windje van zee.